# Пениковка
Пениковка — река в России, протекает в Белёвском районе Тульской области. Левый приток Оки.

## География
Река Пениковка берёт начало у деревни Зверево. Течёт на восток и впадает в Оку в черте города Белёв. Устье реки находится в 1242 км по левому берегу реки Оки. Длина реки составляет 14 км.

## Данные водного реестра
По данным государственного водного реестра России относится к Окскому бассейновому округу, водохозяйственный участок реки — Ока от города Орёл до города Белёв, речной подбассейн реки — бассейны притоков Оки до впадения Мокши. Речной бассейн реки — Ока.
Код объекта в государственном водном реестре — 09010100212110000018797.